# Cầu Zenneck
Zenneckbrücke nằm về phía Đông của trung tâm thành phố München.
Cầu này nối Museumsinsel với bờ phía nam của Kleine Isar. Cùng với cầu Bosch ở phía bên kia của đảo nó là cổng ra vào viện bảo tàng Đức, cả hai được xây vào năm 1925 bởi August Blössner. Nó nối liền đảo với khu vực Au. Cầu này được đặt theo tên ông Jonathan Zenneck, từ năm 1933 là tổng giám đốc viện bảo tàng Đức.

## Sách báo
- Christine Rädlinger, Landeshauptstadt München, Baureferat (Hrsg.): Geschichte der Münchner Brücken. Verlag Franz Schiermeier, München 2008, ISBN 978-3-9811425-2-5.